# Bir Moghrein (Département)
Bir Moghrein (arabisch بير ام اكرين) ist ein Département (Moughataa) im Norden der Verwaltungsregion Tiris Zemmour in Mauretanien. Hauptstadt des Départements ist Bir Moghrein. Es ist das nördlichste Département des Landes und erstreckt sich zudem am weitesten nach Osten. 

## Geographie
Das Département ist das am weitesten von der Hauptstadt Nouakchott entfernt gelegene und grenzt im Norden an Westsahara und Algerien, im Osten an Mali und im Süden an das Département F’Dérik. Die Grenzen des Départements wurden geradlinig auf Landkarten gezogen. Der größte Teil ist Wüste und gehört zur Sahara.

## Bevölkerung
Die Bevölkerungszahl des Départements hat in den Jahren 2000 bis 2023 von 2761 auf 5126 Einwohner zugenommen. Das Département umfasst nur eine kommunale Körperschaft, die Gemeinde Bir Moghrein.